# Kościół przy bastionie Władysława IV w Krakowie
Kościół przy bastionie Władysława IV – średniowieczny kościół, którego relikty odnaleziono na Wawelu w Krakowie.

## Historia
W latach 1981–1982 J. Firlet i Z. Pianowski odkryli przy tzw. bastionie Władysława IV, w północnej części wzgórza wawelskiego (przy północnej ścianie katedry wawelskiej) resztki przedromańskiej rotundy nieznanego wezwania (mimo różnych teorii pojawiających się w literaturze), którą określa się jako kościół przy bastionie Władysława IV. Prawdopodobnie świątynia ta powstała na początku XI w. Posiadała przynajmniej jedną apsydę, a w centrum zagłębienie interpretowane niekiedy jako chrzcielnica, co może oznaczać, że było to baptysterium przy pierwszej katedrze wawelskiej. Na reliktach tejże rotundy (której daty ani okoliczności likwidacji nie znamy) zbudowano następnie prostokątną romańską budowlę, prawdopodobnie kaplicę, którą zburzono najpóźniej w XIII/XIV wieku. Obiekt został przecięty też później gotyckim murem obronnym.
Rekonstrukcja zabytku jako rotundy prostej z jedną absydą o wewnętrznej średnicy nawy ok. 6,9 m i absydy 2,9 m oparta jest zatem o szczątkowe relikty murów o szerokości 1,1 do 1,3 m (w absydzie 0,7 m), które w części nadziemnej wzniesiono w technice opus emplectum z płaskich kamieni na zaprawie wapienno-piaskowej. Wewnątrz nawy rotundy odkryto fragment prostokątnego zagłębienia o głębokości 0,4 m i wymiarach 1 m na 0,5 m, które było oblicowane płytami piaskowca spojonymi zaprawą gipsową. Obiekt ten interpretuje się jako grobowiec bądź basen chrzcielny bądź schowek na paramenty liturgiczne oraz relikwie.
Rotunda jest datowana na podstawie ceramiki w przedziale od schyłku X wieku, ewentualnie początek XI po ogólnie pierwszą ćwierć XI wieku.